# Apache Mahout
Az Apache Mahout egy Apache projekt elosztott vagy egyéb módon skálázható gépi tanuló algoritmus szabad implementáció előállítására Hadoop platformon. Mahout fejlesztése jelenleg folyamatban van, megvalósított algoritmusok száma gyorsan növekszik, ám még számos algoritmus hiányzik.
Habár a Mahout klaszter, osztályozási és batch alapú kollaboratív szűrési algoritmusok legjavát az Apache Hadoop felett valósították meg a MapReduce paradigmát használva, ez nem szűkíti a közreműködéseket a Hadoop alapú megvalósításokhoz. Azok a közreműködések, amelyek képesek futni egy szerveren vagy egy nem-Hadoop klaszteren, szintén megengedettek. Például a Mahout 'Taste' kollaboratív-szűrés ajánlója eredetileg egy külön projekt volt, tud futni magában a Hadoop nélkül. Olyan kezdeményezésekkel, mint pl. Pregel-szerű Giraph az integráció aktív tárgyalások alatt áll.

## Külső hivatkozások
- hivatalos weboldal: http://mahout.apache.org/
- EC2 AMI with Hadoop and Mahout
- Giraph - a Graph processing infrastructure that runs on Hadoop (see Pregel).
- Pregel - Google's internal graph processing platform, released details in ACM paper.

## Fordítás
Ez a szócikk részben vagy egészben  az   Apache Mahout című angol Wikipédia-szócikk ezen változatának fordításán alapul.  Az eredeti cikk szerkesztőit annak laptörténete sorolja fel. Ez a jelzés csupán a megfogalmazás eredetét és a szerzői jogokat jelzi, nem szolgál a cikkben szereplő információk forrásmegjelöléseként.